# Odvod količnika
V infinitezimalnem računu je odvod količnika metoda iskanja odvoda funkcije, ki je razmerje dveh odvedljivih funkcij. Naj je {\displaystyle f(x)=g(x)/h(x),} kjer sta {\displaystyle g} in {\displaystyle h} odvedljivi in {\displaystyle h(x)\neq 0.} Pravilo količnika pravi, da je odvod funkcije {\displaystyle f(x)} enak
{\displaystyle f'(x)={\frac {g'(x)h(x)-g(x)h'(x)}{[h(x)]^{2}}}.}

## Primeri
1. Osnovni primer:
{\displaystyle {\begin{aligned}{\frac {d}{dx}}{\frac {e^{x}}{x^{2}}}&={\frac {\left({\frac {d}{dx}}e^{x}\right)(x^{2})-(e^{x})\left({\frac {d}{dx}}x^{2}\right)}{(x^{2})^{2}}}\\&={\frac {(e^{x})(x^{2})-(e^{x})(2x)}{x^{4}}}\\&={\frac {e^{x}(x-2)}{x^{3}}}.\end{aligned}}}
2. Odvod količnika se lahko uporabi za iskanje odvoda {\displaystyle f(x)=\tan x={\tfrac {\sin x}{\cos x}}}:
{\displaystyle {\begin{aligned}{\frac {d}{dx}}\tan x&={\frac {d}{dx}}{\frac {\sin x}{\cos x}}\\&={\frac {\left({\frac {d}{dx}}\sin x\right)(\cos x)-(\sin x)\left({\frac {d}{dx}}\cos x\right)}{\cos ^{2}x}}\\&={\frac {\cos ^{2}x+\sin ^{2}x}{\cos ^{2}x}}\\&={\frac {1}{\cos ^{2}x}}=\sec ^{2}x.\end{aligned}}}

## Dokazi

### Dokaz iz definicije odvoda in lastnosti limite
Naj je {\displaystyle f(x)=g(x)/h(x).}  Z uporabo definicije odvoda in lastnosti limite, dobimo spodnji dokaz.
{\displaystyle {\begin{aligned}f'(x)&=\lim _{k\to 0}{\frac {f(x+k)-f(x)}{k}}\\&=\lim _{k\to 0}{\frac {{\frac {g(x+k)}{h(x+k)}}-{\frac {g(x)}{h(x)}}}{k}}\\&=\lim _{k\to 0}{\frac {g(x+k)h(x)-g(x)h(x+k)}{k\cdot h(x)h(x+k)}}\\&=\lim _{k\to 0}{\frac {g(x+k)h(x)-g(x)h(x+k)}{k}}\cdot \lim _{k\to 0}{\frac {1}{h(x)h(x+k)}}\\&=\left(\lim _{k\to 0}{\frac {g(x+k)h(x)-g(x)h(x)+g(x)h(x)-g(x)h(x+k)}{k}}\right)\cdot {\frac {1}{h(x)^{2}}}\\&=\left(\lim _{k\to 0}{\frac {g(x+k)h(x)-g(x)h(x)}{k}}-\lim _{k\to 0}{\frac {g(x)h(x+k)-g(x)h(x)}{k}}\right)\cdot {\frac {1}{h(x)^{2}}}\\&=\left(h(x)\lim _{k\to 0}{\frac {g(x+k)-g(x)}{k}}-g(x)\lim _{k\to 0}{\frac {h(x+k)-h(x)}{k}}\right)\cdot {\frac {1}{h(x)^{2}}}\\&={\frac {g'(x)h(x)-g(x)h'(x)}{h(x)^{2}}}.\end{aligned}}}

### Dokaz z implicitnim odvajanjem
Naj je {\displaystyle f(x)={\frac {g(x)}{h(x)}},}  torej {\displaystyle g(x)=f(x)h(x).} Pravilo produkta nam poda {\displaystyle g'(x)=f'(x)h(x)+f(x)h'(x).}  Rešimo za {\displaystyle f'(x)} in vrnemo {\displaystyle f(x)} ter dobimo:
{\displaystyle {\begin{aligned}f'(x)&={\frac {g'(x)-f(x)h'(x)}{h(x)}}\\&={\frac {g'(x)-{\frac {g(x)}{h(x)}}\cdot h'(x)}{h(x)}}\\&={\frac {g'(x)h(x)-g(x)h'(x)}{h(x)^{2}}}.\end{aligned}}}

### Dokaz z odvodom kompozituma
Naj bo {\displaystyle f(x)={\frac {g(x)}{h(x)}}=g(x)h(x)^{-1}.}  Tako nam pravilo kompozituma da
{\displaystyle f'(x)=g'(x)h(x)^{-1}+g(x)\cdot {\frac {d}{dx}}(h(x)^{-1}).}
Da dobimo odvod v drugem delu, uporabimo odvod potence in odvod kompozituma:
{\displaystyle f'(x)=g'(x)h(x)^{-1}+g(x)\cdot (-1)h(x)^{-2}h'(x).}
Na koncu še prepišemo kot ulomke in združimo skupne člene ter dobimo
{\displaystyle {\begin{aligned}f'(x)&={\frac {g'(x)}{h(x)}}-{\frac {g(x)h'(x)}{h(x)^{2}}}\\&={\frac {g'(x)h(x)-g(x)h'(x)}{h(x)^{2}}}.\end{aligned}}}

## Formule za višje odvode
Za izračun n-tega odvoda količnika lahko uporabimo implicitno odvajanje (delno v prvih n − 1 odvodih). Na primer, dvakratno odvajanje funkcije {\displaystyle fh=g} (ki je {\displaystyle f''h+2f'h'+fh''=g''}) in reševanje za {\displaystyle f''} poda
{\displaystyle f''=\left({\frac {g}{h}}\right)''={\frac {g''-2f'h'-fh''}{h}}.}